# چلوان
چلوان، روستایی ساحلی در حاشیه زاینده رود است که از توابع شهرستان سامان در استان چهارمحال و بختیاری می باشد.

## جمعیت
این روستا در دهستان سامان قرار دارد و براساس سرشماری مرکز آمار ایران در سال ۱۳۸۵، جمعیت آن ۷۱۸ نفر (۱۹۹خانوار) بوده‌است.